# 劉永 (蜀漢)
劉 永（りゅう えい、生没年不詳）は、三国時代の蜀漢の皇族。父は蜀の先主劉備で、後主劉禅の異母弟にあたる。母は不明。字は公寿。

## 生涯
劉備の妾の子として生まれた。章武元年（221年）、父が皇帝に即位すると魯王に封じられた。章武3年（223年）、白帝城で病に倒れた父を見舞うが、父は病死し、兄の劉禅が帝位を継いだ。建興7年（229年）、蜀が同盟国である呉と協議し、魏の滅亡した後を仮定した天下の分割を決めたが、その際に魯が呉に含まれるため、建興8年（230年）には劉禅により甘陵王に改封された。
延熙9年（246年）、董允が死去し、宦官黄皓が政治に関与しはじめると、互いに反目しあっていた劉永と黄皓はさらに対立し、黄皓は劉禅に讒言した。そして、それを信じた劉禅によって、劉備の遺詔を受けた身でありながら、10年余りにわたり朝廷への参内を許されない立場に追い込まれた。
蜀漢滅亡後、兄と共に司馬昭により洛陽に強制的に移住させられた。そして奉車都尉に任じられ、郷侯に封じられた。
没年は不明。
永嘉5年（311年）、永嘉の乱が起こった際、劉備の子孫はほとんど殺害された。しかし、劉永の孫である劉玄は、難を逃れ益州に帰った。その時、当時益州を治めていた成の君主李雄によって安楽公に封じられ、劉禅の後を継いだ。
小説『三国志演義』では、穆皇后の実子という設定になっている。